# La Calahorra
La Calahorra ist eine kleine Gemeinde mit 681 Einwohnern (Stand: 2024) im südlichen Einzugsgebiet von Guadix. Die Gemeinde La Calahorra ist umgeben von den Ortschaften Aldeire, Alquife, Ferreira, Huéneja, Lanteira und Valle del Zalabí. Das Gebiet gehört zur Provinz Granada in der Autonomen Gemeinschaft Andalusien in Spanien.
Bürgermeister der Gemeinde ist seit 2011 Alejandro Ramírez Pérez. Bei einer kommunalen Fläche von 39,45 km² liegt die Bevölkerungsdichte bei 16,8 Einwohnern/km², zum Vergleich 96 Einw./km² in Andalusien.
Die Ortschaft liegt 80 Kilometer östlich entfernt von Granada und 95 Kilometer nordwestlich von Almeria und ist mit der Autovía A-92 verkehrstechnisch gut angebunden. Das Gemeindegebiet grenzt an die Nordseite der Sierra Nevada; der höchste nahegelegene Berg ist der Picón de Jeres mit 3094 m Höhe, während La Calahorra selbst auf einer Höhe von 1192 m gelegen ist.
Über das Ortsneveau erhebt sich ein 60 Meter hoher Hügel mit einem rechteckigen Castillo von etwa 45 × 32 Metern, das an den Ecken von Rundtürmen mit Durchmessern von 10 m bzw. 13 m bewehrt ist. Es handelt sich dabei um das Castillo de La Calahorra, das der Marquis Rodrigo Díaz de Vivar y Mendoza, ein nicht ehelicher Sohn von Kardinal Mendoza, mit einem hohen Anspruch an das Schlossinnere in der kurzen Zeit von 1509 bis 1512 erbauen ließ. Das Äußere des Castillo lässt nicht vermuten, dass man im Inneren mit frühem Renaissancestil (früh in Spanien) aufwändig und mit italienischen Materialien bis hin zu Carrara-Marmor zu arbeiten begonnen hatte. Zeitpunkt der Errichtung, Architektur und Ausstattung bis hin zur nennenswerten Bibliothek in vergangenen Zeiten machen Castillo de La Calahorra nicht nur zu einer Sehenswürdigkeit, sondern auch zu einem bedeutenden und denkmalgeschützten Monument für Spanien.
Die ersten Ansiedlung, so man davon sprechen kann, geht auf steinzeitliche Existenz zurück, hingegen werden erste agrarwirtschaftliche Tätigkeiten mit Handelscharakter erst im 13. Jahrhundert benannt. Im späteren 16. Jahrhundert litt La Calahorra unter maurischen Angriffen, was zu Flucht einiger Einwohner in das Castillo de La Calahorra führte, welches den Angriffen standhielt. Die übrigen Einwohner flüchteten, ohne nach den kriegerischen Zeiten zurückzukehren.
Eine bessere wirtschaftliche Entwicklung in der Region von Calahorra stellte sich dann mit dem Bau der 1895 in Betrieb genommenen Eisenbahn zwischen Almeria und Guadix ein. Überwiegend bestimmte aber die Landwirtschaft das Einkommen der Menschen von La Calahorra: ein kleinerer Teil der männlichen Einwohner verdingte sich für den Broterwerb zur Bergbauarbeit in den Eisenerzminen von Alquife. Es war kein einfaches Leben ohne fließendes Wasser im Ort und wenig Zukunftsperspektiven.
Nach Kriegsende, also kurz nach den 1940er Jahren lebten noch 2100 Menschen im Ort. Mangels eines Angebotes an Arbeitsplätzen sank die Einwohnerzeit auf gegenwärtig unter 700. Der Wegzug von Einwohnern erfolgte nach Katalonien, aber auch nach Frankreich und Deutschland.

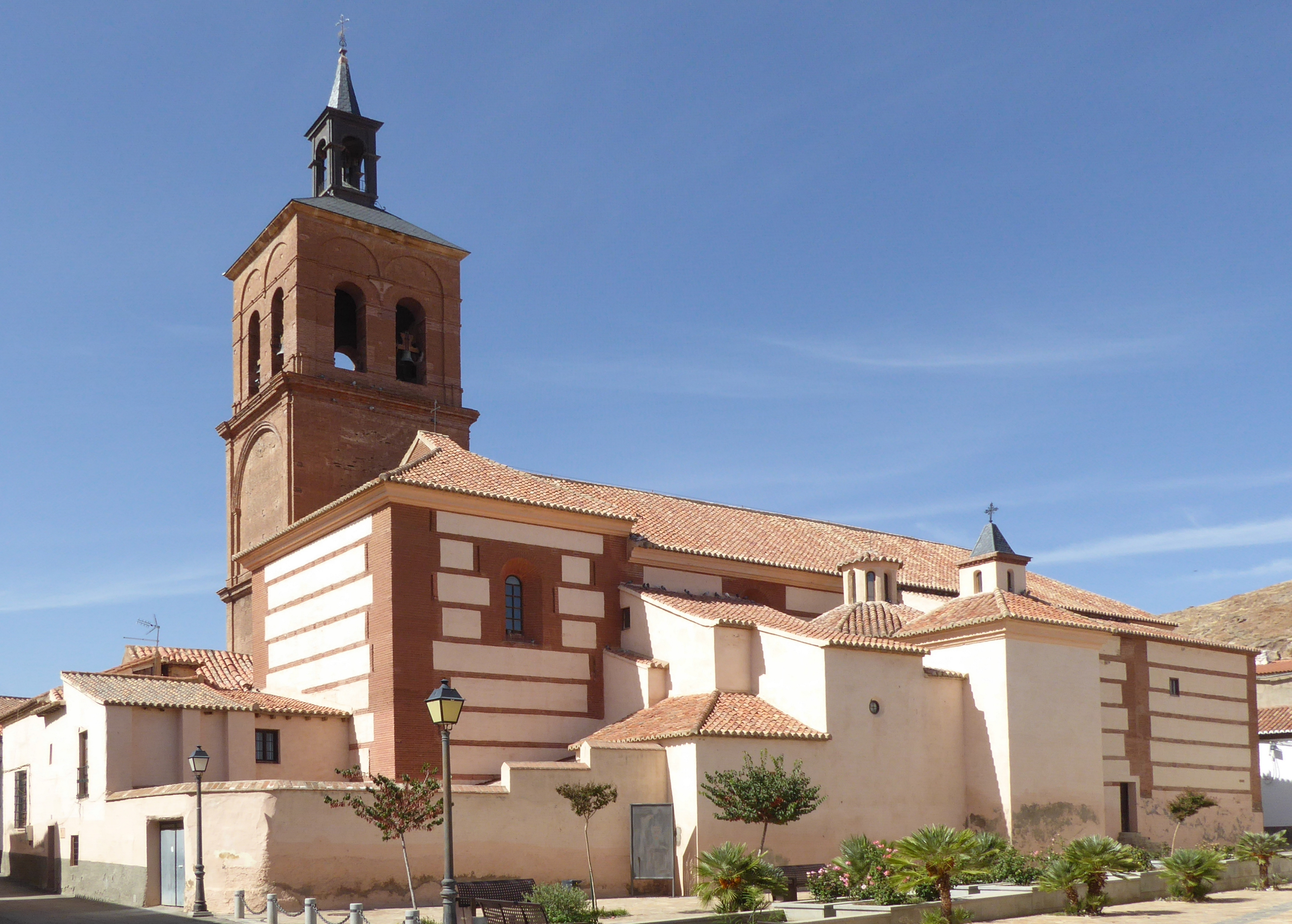
Iglesia de Nuestra Señora de la Anunciación, die auf das Jahr 1546 zurückgeht, im Zentrum von La Calahorra

In Ortsmitte befindet sich die Kirche Iglesia de Nuestra Señora de la Anunciación, deren Erbauung auf 1546 zurückgeht. Sie weist Zeichen der Mudejar-Architektur auf. Neben dem Kreuzgang mit zwei Kapellen ist der rechteckige Turm hervorzuheben. Seine Dominanz im örtlichen Zentrum macht ihr zum zweiten Wahrzeichen neben dem Castillo auf dem 60 m hohen Hügel des Dorfes. Bis in die 1960er Jahre bedeckten sich die Frauen zusätzlich mit einem Schleier, um die Kirche zu betreten und auf den vorderen Plätzen sitzen zu dürfen. Die Männer durften hingegen die Kopfbedeckung abnehmen, begnügten sich aber mit den Sitzen der hinteren Reihen. nahe zur Tür.

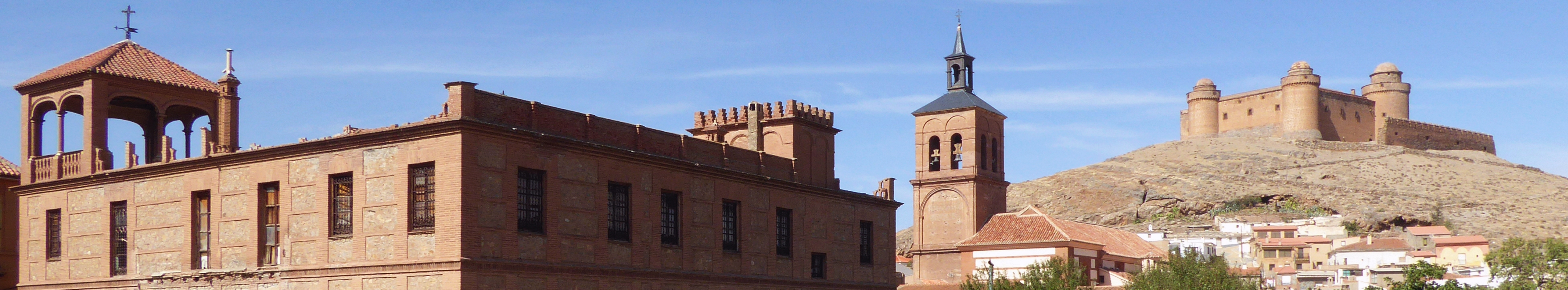
Panorama aus dem Ort La Calahorra mit dem 60 höher gelegenen Castillo de La Calahorra (Foto 2016)

Es wurde zudem die alte Tradition der Novillada (Stierkampf) gepflegt; am letzten Augustwochenende fanden die Stierkampffeiern statt, wozu für so Tradition am letzten August-Sonntag eine provisorische Arena errichtet wurde, um die Stierkampf-Tradition zu pflegen.
Die Entwicklung der Landwirtschaft ist trotz der Subventionen der Europäischen Union für Landwirte und Viehzüchter nicht als erfolgreich zu bezeichnen. Die Schließung der Alquife-Eisenerzminen trug ebenfalls zum Rückgang der Einkommen bei.
Die Nähe des Nationalparks Sierra Nevada südlich des Ortes beschert keinen erheblichen Tourismus; eine Wintersport-Infrastruktur ist ortsnah nicht vorhanden. Die bekannten Höhlenwohnungen bei Guadix wirken sich auch nicht nennenswert auf eine Belebung des Gastgewerbes von La Calahorra aus.

## Belege
1. ↑  Gesamtzahl der Dateien Geografische Nomenklatur der Gemeinden und Bevölkerungseinheiten: 1 Datei:MUNICIIOS.csv Spalte:ALTITUD
2. ↑  Gesamtzahl der Dateien Geografische Nomenklatur der Gemeinden und Bevölkerungseinheiten: 1 Datei:MUNICIIOS.csv Spalte:SUPERFICIE
3. ↑  Instituto Nacional de Estadística Municipal Register of Spain